# Olavi Laimuvirta
Olavi Laimuvirta (Finlandia, 26 de noviembre de 1935) es un gimnasta artístico finlandés, medallista olímpico de bronce en Melbourne 1956 en el concurso por equipos.

## Carrera deportiva
Su mayor triunfo fue conseguir el bronce en las Olimpiadas de Melbourne 1956 en el concurso por equipos, quedando situados en el podio tras los soviéticos y japoneses, y siendo sus compañeros de equipo: Raimo Heinonen, Onni Lappalainen, Berndt Lindfors, Martti Mansikka y Kalevi Suoniemi.